# Taenioides mordax
Taenioides mordax és una espècie de peix de la família dels gòbids i de l'ordre dels perciformes.

## Morfologia
- Nombre de vèrtebres: 28.[4]

## Hàbitat
És un peix marí, de clima tropical i bentopelàgic.

## Distribució geogràfica
Es troba a Austràlia.

## Observacions
És inofensiu per als humans.